# Хрнчјарска Вес
Хрнчјарска Вес (слч. Hrnčiarska Ves) насељено је мјесто са административним статусом сеоске општине (слч. obec) у округу Полтар, у Банскобистричком крају, Словачка Република.

## Становништво
| Година:    | 1994. | 2004.   | 2014.   | 2024.   |
| ---------- | ----- | ------- | ------- | ------- |
| Број људи: | 908   | 938     | 1006    | 936     |
| Разлика:   |       | +3,30 % | +7,24 % | -6,95 % |

| Година:    | 2023. | 2024.   |
| ---------- | ----- | ------- |
| Број људи: | 932   | 936     |
| Разлика:   |       | +0,42 % |

Према подацима о броју становника из 2011. године насеље је имало 983 становника.